# Hydroksylazy
Hydroksylazy to ogólna nazwa enzymów, które katalizują reakcje dołączania grupy hydroksylowej -OH do substratów (→ hydroksylacja).
Należą do klasy oksydoreduktaz, katalizujących reakcje utleniania i redukcji.